# Medvedev-Sponheuer-Karnikova lestvica
Medvedev-Sponheuer-Karnikova lestvica (MSK) je ena izmed potresnih lestvic. Deluje po načelu opazovanja posledic v bližini potresa. Lestvico so prvič predlagali leta 1964 Sergej Pavlovič Medvedjev, Wilhelm Sponheuer in Vít Kárník.